# Flimmerverschmelzungsfrequenz

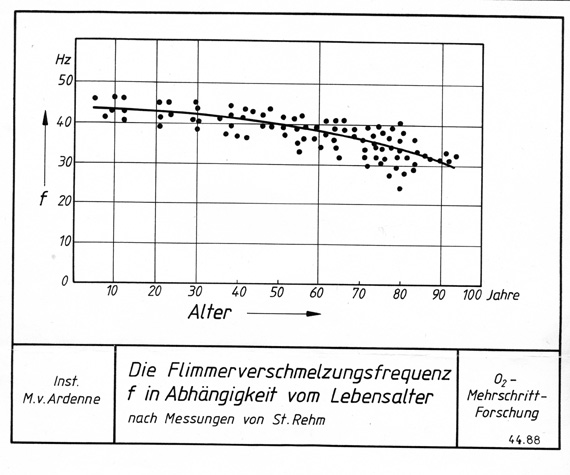
Flimmerverschmelzungsfrequenz abhängig vom Lebensalter

Die Flimmerverschmelzungsfrequenz (FVF), auch Flimmerfusionsfrequenz oder kritische Flickerfrequenz (englisch critical flicker frequency, CFF) genannt, ist „die Frequenz, bei der eine Folge von Lichtreizen als ein kontinuierliches Licht wahrgenommen wird.“ Bei unvollständiger Verschmelzung tritt Flimmern auf. Für den Ablauf der chemischen Prozesse in der Netzhaut des Auges, die bei der Lichtreizung ausgelöst werden und zur Erregung führen, ist eine Mindestzeit erforderlich. Ist das Zeitintervall zwischen einzelnen Reizen kürzer als diese Mindestzeit, so können diese Reize nicht als periodisch wahrgenommen und nicht von einem gleichmäßig andauernden Reiz unterschieden werden, das zeitliche Auflösungsvermögen des Auges wird in diesem Fall also überschritten.
Die Grenzfrequenz, bei der periodisch wiederkehrende Reize gerade als ein Reiz empfunden werden, heißt „Flimmerverschmelzungsfrequenz“ und liegt zwischen 22 Hz und 90 Hz. Sie hängt von der Stärke der Reize, dem Adaptationszustand der Netzhaut, vom allgemeinen Aktivationsniveau des Empfängers sowie von einer allfälligen Intermodulation mit einer anderen Frequenz (beispielsweise der Hintergrundbeleuchtung eines Flachbildschirms) bei Differenzbildung des resultierenden Intermodulationsprodukts ab.
Es ist versucht worden, die Flimmerverschmelzungsfrequenz als Parameter für die Messung von Ermüdungszuständen zu verwenden. Außerdem ist sie abhängig von der Größe des belichteten Netzhautareals, der Leuchtdichte und der Wellenlänge des Lichts.
Beim Menschen liegt sie bei niedriger Lichtintensität (= skotopisches Sehen / Stäbchen) bei 22 Hz bis 25 Hz. Bei höheren Lichtintensitäten wird photopisches Sehen möglich und die Zapfen auf der Retina werden zusätzlich angeregt. Die Flimmerfusionsfrequenz des Menschen steigt dann mit dem Logarithmus der Lichtintensität und abhängig von der Flächenverteilung der Lichtintensität auf bis zu 90 Hertz an. Dabei folgt sie dem Ferry-Porter-Gesetz mit {\displaystyle f_{\text{v}}=a\cdot \log L_{\text{m}}+b} mit a=12 Hz, b=33 Hz und Lm als der mittleren Leuchtdichte nach dem Talbot-Gesetz.
Bei kleinen Reizflächen auf der Fovea, dem Fleck des schärfsten Sehens, steigt die FVF bei allen Wellenlängen linear mit dem Logarithmus der Leuchtdichte. Bei Reizung außerhalb der Fovea und am Rande des Gesichtsfeldes ergibt sich eine zweischenklige Kurve, wobei der bei geringer Leuchtdichte erhaltene Abschnitt (geringe FVF) nur in der am Rande der Retina und bei im Dämmerungssehen wirksamen Reizen (weiß und Blau) auftritt. Er fehlt auch bei der Reizung der Fovea. Diese Frequenz hängt von der Anatomie des Sehapparates ab, zum Beispiel vom Feinbau der Rezeptorzellen des Auges und der anschließenden neuronalen Verarbeitung. Beim völlig anders gebauten Facettenauge der Fliege wurde dagegen eine Flimmerfusionsfrequenz von 240 Hz gemessen.
Eine Wissenschaftlergruppe um Kevin Healy an der Universität Galway hat die Flimmerverschmelzungsfrequenz von über 100 Tierarten gemessen und miteinander verglichen. Mit hohen Frequenzen sind sie in der Lage
Veränderungen in ihrem Lebensraum schneller wahrzunehmen und besonders schnell reagieren können, um Beute zu schlagen oder selbst nicht gefressen zu werden. Die höchsten Frequenzen ergaben sich bei kleinen Tieren, fliegenden Tieren und Meeresräubern. Nach ihrer Hypothese stünden ein hoher Stoffwechsel und eine geringe Körpergröße mit einer hohen Flimmerfusionsfrequenz in Verbindung
Weitere Beispiele:
| Tierart bzw. -gruppe | Flimmerverschmelzungsfrequenz (in Hz) |
| -------------------- | ------------------------------------- |
| Schmeißfliegen       | 300                                   |
| Libellen             | 300                                   |
| Trauerschnäpper      | 146                                   |
| Lachse               | 96                                    |
| Hunde                | 75                                    |
| Dornenkronenseestern | 0,7                                   |

## Trivia
Nach einer Hypothese aus dem Jahre 2020 haben die Maler Leonardo da Vinci und Katsushika Hokusai die Welt mit höherer FVF wahrnehmen können, also schnellere Vorgänge erkennen können, die sonst mit bloßem Auge nicht wahrnehmbar sind. Beispielsweise haben sie Verwirbelungen von Wasser sowie den Anstellwinkel vierflügliger Insekten (Hokusai: Eintagsfliege, da Vinci: Libelle) korrekt gezeichnet. Leonardos Auge habe dadurch den Moment vor dem Lächeln einfangen können, weshalb die Mona Lisa so ein rätselhaftes Lächeln aufweist.